# Устюговка
Устюговка (баш. Устюговка) — деревня в Иглинском районе Республики Башкортостан Российской Федерации. Входит в состав Красновосходского сельсовета. 

## География

### Географическое положение
Расстояние до:
- районного центра (Иглино): 95 км,
- центра сельсовета (Красный Восход): 10 км,
- ближайшей ж/д станции (Улу-Теляк): 22 км.

## Население
| 2002 | 2009 | 2010 |
| ---- | ---- | ---- |
| 42   | ↗52  | ↘38  |

Национальный состав
Согласно переписи 2002 года, преобладающая национальность — русские (93 %).